# Tex il grande!
Tex il grande! è un romanzo grafico scritto da Claudio Nizzi e disegnato da Guido Buzzelli pubblicato nel 1988 dalla Sergio Bonelli Editore.

## Storia editoriale
Sergio Bonelli affidò nel 1985 l'incarico a Guido Buzzelli di realizzare una storia della principale serie a fumetti della sua casa editrice, Tex, ideata dal padre Giovanni Luigi Bonelli nel 1948. La storia non venne però pubblicata nella serie regolare ma in un volume apposito, di grande formato, che si allontanava dagli standard classici della collana. L'opera venne pubblicata nel 1988 come volume commemorativo per i quarant'anni del personaggio e, grazie al successo che riscosse, divenne poi il primo di una collana di albi annuali, Speciale Tex, noti anche informalmente come "Texoni" per il formato più grande rispetto allo standard della casa editrice, sulla quale disegnatori di fama internazionale daranno una propria interpretazione del personaggio.
Il volume ebbe una prima ristampa nella collana Tex Stella d'Oro nel 2005 e una nuova edizione, pubblicata da un diverso editore, la NPE, nel 2012.

## Trama
Gli incidenti provocati appositamente dai concorrenti per causare la morte di alcuni boscaioli che lavorano per l'azienda di Thompson, spingono molti altri di questi ad abbandonare il lavoro. Pat Mac Ryan, uno di loro, decide invece di restare chiedendo l'aiuto di Tex Willer e di Kit Carson i quali accorrono in aiuto. Qui cominciano a indagare prima sulla sorte dell'avvocato Kafman che era stato buttato giù dalle scale dell'albergo dei Thompson e poi sul rapimento di Jane, figlia di Thompson.